# كرستن بيترز
كرستن بيترز (بالألمانية: Kerstin Peters)‏ هي مجدفة ألمانية، ولدت في 27 يوليو 1967 في برلين في ألمانيا.

## وصلات خارجية
- كرستن بيترز على موقع الاتحاد الدولي للتجديف (الإنجليزية)
- كرستن بيترز على موقع أوليمبيديا (الإنجليزية)